# Vahankivi (gränsmärke mellan Janakkala och Tavastehus)
Vahankivi är en klippa i Finland.   Den ligger i den ekonomiska regionen  Tavastehus ekonomiska region  och landskapet Egentliga Tavastland, i den södra delen av landet, 90 km norr om huvudstaden Helsingfors. Vahankivi ligger 131 meter över havet.
Terrängen runt Vahankivi är huvudsakligen platt. Vahankivi ligger uppe på en höjd. Runt Vahankivi är det glesbefolkat, med 11 invånare per kvadratkilometer. Närmaste större samhälle är Tavastehus, 10,9 km norr om Vahankivi. I omgivningarna runt Vahankivi växer i huvudsak blandskog.